# Enoch Thorsgard
Enoch Thorsgard (* 30. März 1917 nahe Northwood, North Dakota; † 16. Dezember 2015 in Northwood, North Dakota) war ein US-amerikanischer Viehzüchter und Politiker (Republikanische Partei).

## Leben
Enoch Thorsgard wurde 1917 auf einer Farm nahe Northwood als Sohn von Arne Thorsgaard und dessen Frau Clara (geborene Markve) geboren.  Er wuchs mit einer Schwester und drei Brüdern auf. Später wurde er als Landwirt und Viehzüchter tätig. Als solcher baute er einen der größten, sich in Privatbesitz befindenden, Feedlots im oberen Mittleren Westen auf.
Von 1969 bis 1980 gehörte er für insgesamt sechs Legislaturperioden dem Repräsentantenhaus von North Dakota an und vertrat dort als Republikaner den 19. Distrikt. Als Abgeordneter setzte er sich für den Aufbau des North Dakota Heritage Center ein.
Neben seiner Arbeit als Viehzüchter und seiner politischen Karriere engagierte er sich für die North Dakota Family Alliance, die sich für den Schutz traditioneller Familienwerte einsetzt. 2008 veröffentlichte er seine Autobiografie Enoch's Saga: Horsepower to Satellite in a Single Lifetime.
Thorsgard war verheiratet und hatte sechs Kinder.